# 2024-es MotoGP-világbajnokság
A 2024-es MotoGP-világbajnokság a sorozat hetvenhatodik idénye volt. A bajnokságot a Nemzetközi Motor Szövetség (FIM) szervezi és bonyolítja le, ez a szakág legmagasabb szintű bajnoksága.
2024. szeptember 22-én az Emilia-romagnai Nagydíj főfutamán a Ducati megszerezte a 100. királykategóriás győzelmét, valamint bebiztosította a gyártói világbajnoki címet sorozatban ötödször. November 16-án Jorge Martín lett a szezon világbajnoka, ezzel Valentino Rossi 2001-es győzelme óta ő az első, aki szatellitcsapat versenyzőjeként szerezte meg a címet, de a MotoGP 2002 óta tartó érájában ő lett az első. A csapatok közötti bajnokságban a Ducati Lenovo Team nyert.

## A szezon előtt

### Új motorfejlesztések
| Konstruktőr                          | Motor                   | Bemutató ideje | Bemutató helye       | Forrás               |
| ------------------------------------ | ----------------------- | -------------- | -------------------- | -------------------- |
| Gresini Racing MotoGP                | Ducati Desmosedici GP23 | január 20.     | Riccione             | [ 3 ] [ 4 ]          |
| Ducati Lenovo Team                   | Ducati Desmosedici GP24 | január 22.     | Madonna di Campiglio | [ 5 ] [ 6 ]          |
| Pertamina Enduro VR46 Racing Team    | Ducati Desmosedici GP23 | január 24.     | Riccione             | [ 7 ] [ 8 ]          |
| Trackhouse Racing                    | Aprilia RS-GP           | január 27.     | Los Angeles          | [ 9 ] [ 10 ]         |
| Red Bull GASGAS Tech3                | KTM RC16                | január 29.     | Online               | [ 11 ] [ 12 ]        |
| Monster Energy Yamaha MotoGP         | Yamaha YZR-M1           | február 5.     | Sepang               | [ 13 ] [ 14 ]        |
| Red Bull KTM Factory Racing          | KTM RC16                | február 12.    | Online               | [ 15 ] [ 16 ]        |
| Repsol Honda Team                    | Honda RC213V            | február 13.    | Madrid               | [ 17 ] [ 18 ]        |
| LCR Honda Castrol LCR Honda Idemitsu | Honda RC213V            | február 15.    | Online               | [ 19 ] [ 20 ] [ 21 ] |
| Aprilia Racing                       | Aprilia RS-GP           | február 18.    | Katar                | [ 22 ] [ 23 ]        |
| Prima Pramac Racing                  | Ducati Desmosedici GP24 | február 28.    | Szahír               | [ 24 ] [ 25 ]        |

### Tesztek

#### A szezon előtt

##### Shakedown-teszt
| Dátum      | Helyszín         | Pálya                        | Leggyorsabb versenyző | Csapat                      | Idő      | Forrás(ok)    |
| ---------- | ---------------- | ---------------------------- | --------------------- | --------------------------- | -------- | ------------- |
| február 1. | Sepang, Malajzia | Sepang International Circuit | Dani Pedrosa          | Red Bull KTM Factory Racing | 1:59,233 | [ 26 ] [ 27 ] |
| február 2. | Sepang, Malajzia | Sepang International Circuit | Pol Espargaró         | Red Bull KTM Factory Racing | 1:58,241 | [ 28 ] [ 29 ] |
| február 3. | Sepang, Malajzia | Sepang International Circuit | Pedro Acosta          | Red Bull GASGAS Tech3       | 1:58,159 | [ 30 ] [ 31 ] |

##### Sepangi hivatalos teszt
| Dátum      | Helyszín         | Pálya                        | Leggyorsabb versenyző | Csapat              | Idő      | Kör   | Forrás(ok)    |
| ---------- | ---------------- | ---------------------------- | --------------------- | ------------------- | -------- | ----- | ------------- |
| február 6. | Sepang, Malajzia | Sepang International Circuit | Jorge Martín          | Prima Pramac Racing | 1:57,951 | 22/59 | [ 32 ] [ 33 ] |
| február 7. | Sepang, Malajzia | Sepang International Circuit | Enea Bastianini       | Ducati Lenovo Team  | 1:57,134 | 46/47 | [ 34 ] [ 35 ] |
| február 8. | Sepang, Malajzia | Sepang International Circuit | Francesco Bagnaia     | Ducati Lenovo Team  | 1:56,682 | 8/47  | [ 36 ] [ 37 ] |

##### Katari hivatalos teszt
| Dátum       | Helyszín       | Pálya                        | Leggyorsabb versenyző | Csapat             | Idő      | Kör   | Forrás(ok)    |
| ----------- | -------------- | ---------------------------- | --------------------- | ------------------ | -------- | ----- | ------------- |
| február 19. | Loszaíl, Katar | Losail International Circuit | Francesco Bagnaia     | Ducati Lenovo Team | 1:52,040 | 36/51 | [ 38 ] [ 39 ] |
| február 20. | Loszaíl, Katar | Losail International Circuit | Francesco Bagnaia     | Ducati Lenovo Team | 1:50,952 | 29/52 | [ 40 ] [ 41 ] |

#### A szezon közben

##### Jerezi hivatalos teszt
| Dátum       | Helyszín             | Pálya                         | Leggyorsabb versenyző | Csapat                            | Idő      | Kör   | Forrás(ok)    |
| ----------- | -------------------- | ----------------------------- | --------------------- | --------------------------------- | -------- | ----- | ------------- |
| Április 29. | Jerez, Spanyolország | Circuito de Jerez-Ángel Nieto | Fabio Di Giannantonio | Pertamina Enduro VR46 Racing Team | 1:36,405 | 23/36 | [ 42 ] [ 43 ] |

#### Mugellói hivatalos teszt
| Dátum     | Helyszín                           | Pálya           | Leggyorsabb versenyző | Csapat                      | Idő      | Kör  | Forrás(ok)    |
| --------- | ---------------------------------- | --------------- | --------------------- | --------------------------- | -------- | ---- | ------------- |
| június 3. | Scarperia e San Piero, Olaszország | Mugello Circuit | Brad Binder           | Red Bull KTM Factory Racing | 1:46,617 | 5/17 | [ 44 ] [ 45 ] |

#### Misanói hivatalos teszt
| Dátum         | Helyszín                      | Pálya                                 | Leggyorsabb versenyző | Csapat             | Idő      | Kör   | Forrás(ok) |
| ------------- | ----------------------------- | ------------------------------------- | --------------------- | ------------------ | -------- | ----- | ---------- |
| szeptember 9. | Misano Adriatico, Olaszország | Misano World Circuit Marco Simoncelli | Francesco Bagnaia     | Ducati Lenovo Team | 1:30,619 | 20/26 | [ 46 ]     |

## Csapatok és versenyzők
Az összes résztvevő Michelin abroncsokkal teljesíti a szezont.
| Csapat                               | Konstruktőr | Motor             | Rajtszám | Versenyző             | Fordulók            |
| ------------------------------------ | ----------- | ----------------- | -------- | --------------------- | ------------------- |
| Aprilia Racing                       | Aprilia     | RS-GP 24          | 12       | Maverick Viñales      | Összes              |
| Aprilia Racing                       | Aprilia     | RS-GP 24          | 32       | Lorenzo Savadori      | 4, 7–8, 11          |
| Aprilia Racing                       | Aprilia     | RS-GP 24          | 41       | Aleix Espargaró       | Összes              |
| Trackhouse Racing                    | Aprilia     | RS-GP 23/RS-GP 24 | 25       | Raúl Fernández        | Összes              |
| Trackhouse Racing                    | Aprilia     | RS-GP 24          | 32       | Lorenzo Savadori      | 16–19               |
| Trackhouse Racing                    | Aprilia     | RS-GP 24          | 88       | Miguel Oliveira       | 1–15, 20            |
| Ducati Lenovo Team                   | Ducati      | Desmosedici GP24  | 1        | Francesco Bagnaia     | Összes              |
| Ducati Lenovo Team                   | Ducati      | Desmosedici GP24  | 23       | Enea Bastianini       | Összes              |
| Prima Pramac Racing                  | Ducati      | Desmosedici GP24  | 21       | Franco Morbidelli     | Összes              |
| Prima Pramac Racing                  | Ducati      | Desmosedici GP24  | 89       | Jorge Martín          | Összes              |
| Gresini Racing MotoGP                | Ducati      | Desmosedici GP23  | 73       | Álex Márquez          | Összes              |
| Gresini Racing MotoGP                | Ducati      | Desmosedici GP23  | 93       | Marc Márquez          | Összes              |
| Pertamina Enduro VR46 Racing Team    | Ducati      | Desmosedici GP23  | 29       | Andrea Iannone        | 19                  |
| Pertamina Enduro VR46 Racing Team    | Ducati      | Desmosedici GP23  | 49       | Fabio Di Giannantonio | 1–18                |
| Pertamina Enduro VR46 Racing Team    | Ducati      | Desmosedici GP23  | 51       | Michele Pirro         | 20                  |
| Pertamina Enduro VR46 Racing Team    | Ducati      | Desmosedici GP23  | 72       | Marco Bezzecchi       | Összes              |
| Repsol Honda Team                    | Honda       | RC213V            | 10       | Luca Marini           | Összes              |
| Repsol Honda Team                    | Honda       | RC213V            | 36       | Joan Mir              | Összes              |
| LCR Honda IDEMITSU LCR Honda Castrol | Honda       | RC213V            | 5        | Johann Zarco          | Összes              |
| LCR Honda IDEMITSU LCR Honda Castrol | Honda       | RC213V            | 30       | Nakagami Takaaki      | Összes              |
| HRC Team                             | Honda       | RC213V            | 6        | Stefan Bradl          | 4, 6, 9, 11, 13, 20 |
| Red Bull KTM Factory Racing          | KTM         | RC16              | 26       | Dani Pedrosa          | 4                   |
| Red Bull KTM Factory Racing          | KTM         | RC16              | 33       | Brad Binder           | Összes              |
| Red Bull KTM Factory Racing          | KTM         | RC16              | 43       | Jack Miller           | Összes              |
| Red Bull KTM Factory Racing          | KTM         | RC16              | 44       | Pol Espargaró         | 7, 11, 13           |
| Red Bull GASGAS Tech3                | KTM         | RC16              | 31       | Pedro Acosta          | Összes              |
| Red Bull GASGAS Tech3                | KTM         | RC16              | 37       | Augusto Fernández     | Összes              |
| Monster Energy Yamaha MotoGP Team    | Yamaha      | YZR-M1            | 20       | Fabio Quartararo      | Összes              |
| Monster Energy Yamaha MotoGP Team    | Yamaha      | YZR-M1            | 42       | Álex Rins             | 1–8, 10–20          |
| Monster Energy Yamaha MotoGP Team    | Yamaha      | YZR-M1            | 87       | Remy Gardner          | 9                   |
| Monster Energy Yamaha MotoGP Team    | Yamaha      | YZR-M1            | 87       | Remy Gardner          | 10, 16              |
| Források:                            |             |                   |          |                       |                     |

| Magyarázat              | Magyarázat |
| ----------------------- | ---------- |
| Hivatalos versenyző     |            |
| Szabadkártyás versenyző |            |
| Helyettes versenyző     |            |

1. ↑  Raúl Fernández a brit nagydíjtól az RS-GP 24-es verziójával versenyzett.[53]

## Átigazolások

### Csapatváltások
- Álex Rins; LCR Honda Castrol versenyző → Monster Energy Yamaha MotoGP Team versenyző[84]
- Johann Zarco; Prima Pramac Racing versenyző → LCR Honda Castrol versenyző[75]
- Franco Morbidelli; Monster Energy Yamaha MotoGP Team versenyző → Prima Pramac Racing versenyző[61]
- Marc Márquez; Repsol Honda Team versenyző → Gresini Racing MotoGP versenyző[64][86][87]
- Luca Marini; Mooney VR46 Racing Team versenyző → Repsol Honda Team versenyző[73][88][89]
- Fabio Di Giannantonio; Gresini Racing MotoGP versenyző → Mooney VR46 Racing Team versenyző[67][68]

### Újonc versenyzők
- Pedro Acosta; Moto2, Red Bull KTM Ajo versenyző → GasGas Factory Racing Tech3 versenyző[80]

### Távozó versenyzők
- Pol Espargaró; GasGas Factory Racing Tech3 versenyző → GasGas Factory Racing Tech3 tesztversenyző[90]

### Év közbeni változások
- Lorenzo Savadori az Aprilia tesztpilótája szabadkártyásként indult a holland nagydíjon, de a sprintverseny ötödik körében a 8-as kanyarban bukott, majd később kiderült, hogy többszörös törést szenvedett a gerince ágyéki szakaszának keresztirányú nyúlványainál, ennek következtében alkalmatlan a főfutamon való indulásra.[91]
- Aleix Espargaró a holland nagydíj sprintversenyének utolsó körében bukott, ami következtében kézközépcsontja megsérült, bár az orvosi személyzet alkalmasnak nyilvánította a vasárnapi versenyre, de ő maga visszalépett.[92] A német nagydíjon a szabadedzésen pályára gurult, majd hivatalossá vált, hogy kihagyja a hétvége további részét.[93]
- Álex Rins a holland nagydíj főfutamának első körében bukott, ami következtében a jobb kezében és a bal lábában is kisebb törések alakultak ki amit meg kellett műteni, ezért csapata  Remy Gardnert indította a német nagydíjon.[85] A brit nagydíj edzésén bukott és a korábbi sérülése kiújult, ezért visszalépett a hétvége további részétől.[94][95] Az Emilia-Romagna nagydíjhétvége előtt nem érezte jól magát, majd az első szabadedzésen pályára gurult, ezt követően már magas láza volt, majd kiderült, hogy influenzás lett, így visszalépett a hétvége további részétől.[96]
- Fabio Di Giannantonio az osztrák nagydíj edzésén balesetet szenvedett és kificamodott a válla, ezért az orvosok alkalmatlannak nyilvánították a versenyzésre.[97] A thai nagydíjat követően vállműtéten esik át, ami következtében kihagyja a szezon utolsó két versenyhétvégéjét.[98] Malajziában  Andrea Iannone indult helyette.[65] A Szolidaritás Nagydíjon  Michele Pirro indult.[69]
- Joan Mir gyomorrontás miatt kihagyta az egész San Marinó-i versenyhétvégét, csapata nem helyettesítette.[99][100]
- Luca Marini visszalépett a San Marinó-i futamtól, miután vírust diagnosztizáltak nála.[101]
- Miguel Oliveira az indonéz hétvége első szabadedzésén egy highside-ot követően hordágyon vitték el az orvosi központba, majd a városi kórházba, ahol a jobb csuklójában törést állapítottak meg, így kihagyta a hétvége további részét.[102] Japánban, Ausztráliában, Thaiföldön és Malajziában is  Lorenzo Savadori helyettesítette.[55][103][104]
- Pedro Acosta Ausztráliában a sprintversenyen elszenvedett highside-ját követően nem kapta meg az orvosi engedélyt a versenyzésre, mivel megsérült a bal válla.[105]

### Távozó csapatok
- Az  CryptoDATA RNF MotoGP Team csapata nem kapott rajtengedélyt, miután  sorozatosan megszegték a szabályokat, valamint a részvételi megállapodást.[50]

### Debütáló csapatok
- 2023. december 5-én jelentették be, hogy a  Trackhouse Racing veszi át a rajtengedélyét az  RNF-nek.[51][52]

### Nevet változtatott csapatok
- A  VR46 Racing Team csapata ettől az évtől  Pertamina Enduro VR46 Racing Team néven indul.[106]
- A  GasGas Factory Racing Tech3 csapata ettől az évtől  Red Bull GASGAS Tech3 néven indul.[11]

## Versenynaptár
A tervezett 2024-es versenynaptár:
| 1                 | Március 10.    | Grand Prix of Qatar                                       | Losail International Circuit, Loszaíl                   |  |
| 2                 | Március 24.    | Grande Prémio de Portugal                                 | Algarve International Circuit, Portimão                 |  |
| 3                 | Április 14.    | Grand Prix of the Americas                                | Circuit of the Americas, Austin                         |  |
| 4                 | Április 28.    | Gran Premio de España                                     | Circuito de Jerez-Ángel Nieto, Jerez de la Frontera     |  |
| 5                 | Május 12.      | Grand Prix de France                                      | Circuit Bugatti, Le Mans                                |  |
| 6                 | Május 26.      | Gran Premi de Catalunya                                   | Circuit de Barcelona-Catalunya, Montmeló                |  |
| 7                 | Június 2.      | Gran Premio d'Italia                                      | Mugello Circuit, Scarperia e San Piero                  |  |
| 8                 | Június 30.     | TT Assen                                                  | TT Circuit Assen, Assen                                 |  |
| 9                 | Július 7.      | Motorrad Grand Prix Deutschland                           | Sachsenring, Hohenstein-Ernstthal                       |  |
| 10                | Augusztus 4.   | Monster Energy British Grand Prix                         | Silverstone Circuit, Silverstone                        |  |
| 11                | Augusztus 18.  | Motorrad Grand Prix von Österreich                        | Red Bull Ring, Spielberg                                |  |
| 12                | Szeptember 1.  | Gran Premio de Aragón                                     | Ciudad del Motor de Aragón, Alcañiz                     |  |
| 13                | Szeptember 8.  | Gran Premio di San Marino e della Riviera di Rimini       | Misano World Circuit Marco Simoncelli, Misano Adriatico |  |
| 14                | Szeptember 22. | Gran Premio Nolan del Made in Italy e dell'Emilia-Romagna | Misano World Circuit Marco Simoncelli, Misano Adriatico |  |
| 15                | Szeptember 29. | Grand Prix of Indonesia                                   | Mandalika International Street Circuit, Lombok központ  |  |
| 16                | Október 6.     | Grand Prix of Japan                                       | Twin Ring Motegi, Motegi                                |  |
| 17                | Október 20.    | Australian Motorcycle Grand Prix                          | Phillip Island Grand Prix Circuit, Ventnor              |  |
| 18                | Október 27.    | Thailand Grand Prix                                       | Chang International Circuit, Buriram                    |  |
| 19                | November 3.    | Grand Prix of Malaysia                                    | Sepang International Circuit, Sepang                    |  |
| 20                | November 17.   | Motul Solidarity Grand Prix of Barcelona                  | Circuit de Barcelona-Catalunya, Montmeló                |  |
| Források:         |                |                                                           |                                                         |  |
| Törölt versenyek: |                |                                                           |                                                         |  |
| –                 | Április 7.     | Gran Premio de la República Argentina                     | Autódromo Termas de Río Hondo, Termas de Rio Hondo      |  |
| –                 | Szeptember 22. | Grand Prix of Bharat                                      | Buddh International Circuit, Greater Noida              |  |
| –                 | Szeptember 22. | Kazakhstan motorcycle Grand Prix                          | Sokol International Racetrack, Almati                   |  |
| –                 | November 17.   | Gran Premio de la Comunitat Valenciana                    | Circuit Ricardo Tormo, Valencia                         |  |

Tartalék helyszínként a következő nagydíjat tervezik:
| Nagydíj              | Pálya                                |
| -------------------- | ------------------------------------ |
| Hungarian Grand Prix | Balaton Park Circuit, Balatonfőkajár |

### Változások
- Egy év kihagyás után a ismét a katari nagydíjjal kezdődik meg a szezon.[128]
- A tervek szerint idén debütál a kazah nagydíj, amelyet 2023-ban töröltek a pályán zajló homologizációs munkálatok és a hitelesítése miatt.[129]
- Egy év kihagyást követően visszatért az aragóniai nagydíj.[130]
- 2024. január 31-én jelentették be, hogy törölték az argentin nagydíjat az Argentínában fennálló körülmények miatt, valamint hogy nem fogják pótolni a nagydíjat.[131][132]
- 2024. május 3-án jelenttették be, hogy a kazah nagydíjat nem rendezik meg az eredetileg kijelölt időpontban a közép-ázsiai régiót sújtó időjárási viszonyok miatt.[133][134]
- 2024. május 29-én hivatalossá vált, hogy törölték az indiai nagydíjat, helyét eredetileg a kazah nagydíj vette volna át, azonban július 15-én bejelentették, hogy szeptember 22-én az Emilia-Romagna nagydíjat fogják megrendezni.[108][126]
- 2024. november 1-jén bejelentették, hogy törölték a szezonzáró valenciai nagydíjat az október végi heves esőzések és villámárvizek miatt, amik sújtották a valenciai régiót.[135]
- 2024. november 5-én bejelentették be, hogy a valenciai nagydíjat a barcelonai pályán rendezik meg a Szolidaritás Nagydíja néven.[136]

## Szabályváltozások
Új koncessziós jogokat vezettek be a gyártók számára, amelyet félévente felülvizsgálnak. A rendszer több tényezőt is figyelembe vesz, mint a privát tesztelések, a felhasználható gumik száma, a szabadkártyás lehetőségek, az aerodinamikai fejlesztéseket.
| Kategória | Összes megszerezhető pont százaléka | Tesztelésre felhasználható gumiszettek | Versenyzők, akik részt vehetnek a privát teszten | A versenynaptárban lévő pályákon zajló privát tesztek | Szabadkártyák | Motorblokkok | Motorblokk-fejlesztés | Aerodinamikai fejlesztések |
| --------- | ----------------------------------- | -------------------------------------- | ------------------------------------------------ | ----------------------------------------------------- | ------------- | ------------ | --------------------- | -------------------------- |
| A         | >=85%                               | 170                                    | Csak a tesztpilóta                               | 3                                                     | 0             | 7 vagy 8     | Befagyasztva          | 1                          |
| B         | 60-85%                              | 190                                    | Csak a tesztpilóta                               | 3                                                     | 3             | 7 vagy 8     | Befagyasztva          | 1                          |
| C         | 35-60%                              | 220                                    | Csak a tesztpilóta                               | 3                                                     | 6             | 7 vagy 8     | Befagyasztva          | 1                          |
| D         | <35%                                | 260                                    | Bárki                                            | Bármelyik                                             | 6             | 9 vagy 10    | Befagyasztva          | 2                          |

1. 1 2  A nyári teszttilalom előtt és után is legfeljebb három szabadkártya megengedett.
2. ↑  Az előző verziót nem lehet használni.

Ettől az évtől az esőre vonatkozó szabály megváltozott, már a felvezető körben is érvénybe léphet a fehér zászló, vagyis már akkor büntetlenül be lehet menni a bokszba motort cserélni.

## Eredmények

### Összefoglaló
| Forduló | Nagydíj                       | Pole-pozíció      | Sprintfutam győztese | Leggyorsabb kör       | Győztes           | Győztes               | Győztes     | Listavezető       | Előny |
| Forduló | Nagydíj                       | Pole-pozíció      | Sprintfutam győztese | Leggyorsabb kör       | versenyző         | csapat                | konstruktőr | Listavezető       | Előny |
| ------- | ----------------------------- | ----------------- | -------------------- | --------------------- | ----------------- | --------------------- | ----------- | ----------------- | ----- |
| 1       | MotoGP katari nagydíj         | Jorge Martín      | Jorge Martín         | Pedro Acosta          | Francesco Bagnaia | Ducati Lenovo Team    | Ducati      | Francesco Bagnaia | 2     |
| 2       | MotoGP portugál nagydíj       | Enea Bastianini   | Maverick Viñales     | Enea Bastianini       | Jorge Martín      | Prima Pramac Racing   | Ducati      | Jorge Martín      | 18    |
| 3       | MotoGP Amerika nagydíj        | Maverick Viñales  | Maverick Viñales     | Maverick Viñales      | Maverick Viñales  | Aprilia Racing        | Aprilia     | Jorge Martín      | 21    |
| 4       | MotoGP spanyol nagydíj        | Marc Márquez      | Jorge Martín         | Francesco Bagnaia     | Francesco Bagnaia | Ducati Lenovo Team    | Ducati      | Jorge Martín      | 17    |
| 5       | MotoGP francia nagydíj        | Jorge Martín      | Jorge Martín         | Enea Bastianini       | Jorge Martín      | Prima Pramac Racing   | Ducati      | Jorge Martín      | 38    |
| 6       | MotoGP katalán nagydíj        | Aleix Espargaró   | Aleix Espargaró      | Pedro Acosta          | Francesco Bagnaia | Ducati Lenovo Team    | Ducati      | Jorge Martín      | 39    |
| 7       | MotoGP olasz nagydíj          | Jorge Martín      | Francesco Bagnaia    | Francesco Bagnaia     | Francesco Bagnaia | Ducati Lenovo Team    | Ducati      | Jorge Martín      | 18    |
| 8       | MotoGP holland nagydíj        | Francesco Bagnaia | Francesco Bagnaia    | Francesco Bagnaia     | Francesco Bagnaia | Ducati Lenovo Team    | Ducati      | Jorge Martín      | 10    |
| 9       | MotoGP német nagydíj          | Jorge Martín      | Jorge Martín         | Jorge Martín          | Francesco Bagnaia | Ducati Lenovo Team    | Ducati      | Francesco Bagnaia | 10    |
| 10      | MotoGP brit nagydíj           | Aleix Espargaró   | Enea Bastianini      | Aleix Espargaró       | Enea Bastianini   | Ducati Lenovo Team    | Ducati      | Jorge Martín      | 3     |
| 11      | MotoGP osztrák nagydíj        | Jorge Martín      | Francesco Bagnaia    | Francesco Bagnaia     | Francesco Bagnaia | Ducati Lenovo Team    | Ducati      | Francesco Bagnaia | 5     |
| 12      | MotoGP aragóniai nagydíj      | Marc Márquez      | Marc Márquez         | Marc Márquez          | Marc Márquez      | Gresini Racing MotoGP | Ducati      | Jorge Martín      | 23    |
| 13      | MotoGP San Marinó-i nagydíj   | Francesco Bagnaia | Jorge Martín         | Marc Márquez          | Marc Márquez      | Gresini Racing MotoGP | Ducati      | Jorge Martín      | 7     |
| 14      | MotoGP Emilia-Romagna nagydíj | Francesco Bagnaia | Francesco Bagnaia    | Francesco Bagnaia     | Enea Bastianini   | Ducati Lenovo Team    | Ducati      | Jorge Martín      | 24    |
| 15      | MotoGP indonéz nagydíj        | Jorge Martín      | Francesco Bagnaia    | Enea Bastianini       | Jorge Martín      | Prima Pramac Racing   | Ducati      | Jorge Martín      | 21    |
| 16      | MotoGP japán nagydíj          | Pedro Acosta      | Francesco Bagnaia    | Jorge Martín          | Francesco Bagnaia | Ducati Lenovo Team    | Ducati      | Jorge Martín      | 10    |
| 17      | MotoGP ausztrál nagydíj       | Jorge Martín      | Jorge Martín         | Marc Márquez          | Marc Márquez      | Gresini Racing MotoGP | Ducati      | Jorge Martín      | 20    |
| 18      | MotoGP thai nagydíj           | Francesco Bagnaia | Enea Bastianini      | Fabio Di Giannantonio | Francesco Bagnaia | Ducati Lenovo Team    | Ducati      | Jorge Martín      | 17    |
| 19      | MotoGP maláj nagydíj          | Francesco Bagnaia | Jorge Martín         | Francesco Bagnaia     | Francesco Bagnaia | Ducati Lenovo Team    | Ducati      | Jorge Martín      | 24    |
| 20      | Szolidaritás nagydíj          | Francesco Bagnaia | Francesco Bagnaia    | Marc Márquez          | Francesco Bagnaia | Ducati Lenovo Team    | Ducati      | Jorge Martín      | 10    |

Pontrendszer
| Helyezés    | 1. helyezett, aranyérmes | 2. helyezett, ezüstérmes | 3. helyezett, bronzérmes | 4. | 5. | 6. | 7. | 8. | 9. | 10. | 11. | 12. | 13. | 14. | 15. |
| Sprintfutam | 12                       | 9                        | 7                        | 6  | 5  | 4  | 3  | 2  | 1  | –   | –   | –   | –   | –   | –   |
| Főfutam     | 25                       | 20                       | 16                       | 13 | 11 | 10 | 9  | 8  | 7  | 6   | 5   | 4   | 3   | 2   | 1   |

### Versenyzők
(Félkövér: pole-pozíció, dőlt: leggyorsabb kör, 1-9 a sprintfutamon elért helyezés, a színkódokról részletes információ itt található)
| Helyezés                 | Versenyző             | #  | Motor   | QAT | POR | AME | ESP | FRA | CAT  | ITA | NED | GER  | GBR | AUT | ARA | RSM | EMI  | IDN  | JPN | AUS  | THA | MAL | SLD | Pont |
| ------------------------ | --------------------- | -- | ------- | --- | --- | --- | --- | --- | ---- | --- | --- | ---- | --- | --- | --- | --- | ---- | ---- | --- | ---- | --- | --- | --- | ---- |
| 1. helyezett, aranyérmes | Jorge Martín          | 89 | Ducati  | 3 1 | 13  | 43  | Ki1 | 1   | 24   | 3   | 2   | Ki 1 | 2   | 2   | 2   | 151 | 2    | 1    | 2 4 | 2 1  | 2   | 21  | 3   | 508  |
| 2. helyezett, ezüstérmes | Francesco Bagnaia     | 1  | Ducati  | 14  | Ki4 | 58  | 1   | 3   | 1    | 1   | 1   | 13   | 3   | 1   | Ki9 | 2   | Ki 1 | 31   | 1   | 34   | 1 3 | 1   | 1   | 498  |
| 3. helyezett, bronzérmes | Marc Márquez          | 93 | Ducati  | 45  | 162 | Ki2 | 2 6 | 2   | 32   | 42  | 10  | 26   | 4   | 4   | 1   | 1 5 | 34   | Ki3  | 3   | 1 2  | 114 | 122 | 2 7 | 392  |
| 4                        | Enea Bastianini       | 23 | Ducati  | 56  | 2 6 | 36  | 5   | 4   | 185  | 2   | 34  | 4    | 1   | 34  | 57  | 34  | 13   | Ki 2 | 42  | 53   | 141 | 3   | 72  | 386  |
| 5                        | Brad Binder           | 33 | KTM     | 2   | 4   | 9   | 6   | 8   | 8    | 106 | 6   | 98   | Ki4 | 57  | 46  | 47  | 196  | 8    | 6   | 7    | 69  | Ni7 | 69  | 217  |
| 6                        | Pedro Acosta          | 31 | KTM     | 9 8 | 37  | 24  | 102 | Ki6 | 13 3 | 53  | Ki  | 7    | 95  | 13  | 3   | 176 | Ki5  | 26   | Ki  | Ni   | 3   | 59  | 10  | 215  |
| 7                        | Maverick Viñales      | 12 | Aprilia | 109 | Ki1 | 1   | 9   | 53  | 128  | 85  | 53  | 127  | 138 | 7   | Ki  | 16  | 6    | 67   | Ki9 | 8    | 7   | 7   | 15  | 190  |
| 8                        | Álex Márquez          | 73 | Ducati  | 67  | Ki  | 15  | 4   | 10  | 7    | 98  | 78  | 39   | 76  | 10  | Ki4 | 6   | 9    | Ki   | Ki7 | 15   | 105 | 4   | 45  | 173  |
| 9                        | Franco Morbidelli     | 21 | Ducati  | 18  | 18  | Ki  | Ki4 | 7   | Ki   | 64  | 9   | 5    | 10  | 86  | 6   | Ki3 | 59   | 45   | 5   | 65   | Ki6 | 146 | 86  | 173  |
| 10                       | Fabio Di Giannantonio | 49 | Ducati  | 7   | 10  | 6   | 7   | 67  | 56   | 7   | 45  | Ki   | 59  | Ni  | 8   | 9   | 14   | Ki9  | 86  | 47   | 4 8 |     |     | 165  |
| 11                       | Aleix Espargaró       | 41 | Aprilia | 83  | 8   | 75  | Ki  | 95  | 4 1  | 119 | Ni  | Vi   | 6 3 | 93  | 10  | Ki  | 8    | Ki   | 9   | 16 8 | 9   | 13  | 54  | 163  |
| 12                       | Marco Bezzecchi       | 72 | Ducati  | 14  | 6   | 8   | 3   | Ki  | 119  | 13  | Ki  | 8    | 8   | 68  | 7   | 5   | 48   | 54   | 7   | 19   | Ki7 | 9   | 98  | 153  |
| 13                       | Fabio Quartararo      | 20 | Yamaha  | 11  | 79  | 12  | 155 | Ki  | 9    | 18  | 127 | 11   | 11  | 18  | Ki8 | 79  | 7    | 7    | 12  | 9    | 16  | 65  | 11  | 113  |
| 14                       | Jack Miller           | 43 | KTM     | 21  | 5   | 137 | Ki  | Ki8 | Ki7  | 16  | 11  | 13   | 127 | 195 | 15  | 8   | 16   | Ki   | 108 | 11   | 5   | Ni8 | 13  | 87   |
| 15                       | Miguel Oliveira       | 88 | Aprilia | 15  | 9   | 11  | 8   | Ki  | 10   | 14  | 15  | 62   | Ki  | 12  | Ki5 | 11  | 10   | Ni   |     |      |     |     | 12  | 75   |
| 16                       | Raúl Fernández        | 25 | Aprilia | Ki  | Ki  | 109 | 11  | 119 | 6    | 12  | 8   | 10   | Ki  | Ki  | 16  | 18  | 13   | 10   | 15  | 10 6 | Ki  | 16  | 18  | 66   |
| 17                       | Johann Zarco          | 5  | Honda   | 12  | 15  | Ki  | Ki  | 12  | 16   | 19  | 13  | 17   | 14  | 21  | 13  | 12  | 15   | 98   | 11  | 12   | 8   | 11  | 14  | 55   |
| 18                       | Álex Rins             | 42 | Yamaha  | 16  | 13  | Ki  | 13  | 15  | 20   | 15  | Ki  |      | Ni  | 16  | 9   | 19  | Ni   | 11   | 16  | 13   | Ki  | 8   | 21  | 31   |
| 19                       | Nakagami Takaaki      | 30 | Honda   | 19  | 14  | Ki  | 14  | 14  | 14   | Ki  | 16  | 14   | 15  | 14  | 11  | 13  | 17   | 11   | 13  | 18   | 13  | Ki  | 17  | 31   |
| 20                       | Augusto Fernández     | 37 | KTM     | 17  | 11  | 14  | Ki7 | 13  | Ki   | Ki  | 14  | 16   | 16  | 15  | 12  | Ki  | 18   | Ki   | Ki  | 17 9 | Ki  | 10  | 19  | 27   |
| 21                       | Joan Mir              | 36 | Honda   | 13  | 12  | Ki  | 129 | Ki  | 15   | Ki  | Ki  | 18   | Ki  | 17  | 14  | Vi  | 11   | Ki   | Ki  | Ki   | 15  | Ki  | Ki  | 21   |
| 22                       | Luca Marini           | 10 | Honda   | 20  | 17  | 16  | 17  | 16  | 17   | 20  | 17  | 15   | 17  | Ki  | 17  | Ni  | 12   | Ki   | 14  | 14   | 12  | 15  | 16  | 14   |
| 23                       | Pol Espargaró         | 44 | KTM     |     |     |     |     |     |      | 17  |     |      |     | 119 |     | 10  |      |      |     |      |     |     |     | 12   |
| 24                       | Dani Pedrosa          | 26 | KTM     |     |     |     | Ki3 |     |      |     |     |      |     |     |     |     |      |      |     |      |     |     |     | 7    |
| 25                       | Stefan Bradl          | 6  | Honda   |     |     |     | 16  |     | 19   |     |     | 20   |     | 22  |     | 14  |      |      |     |      |     |     | 22  | 2    |
| 26                       | Remy Gardner          | 87 | Yamaha  |     |     |     |     |     |      |     |     | 19   | 18  |     |     |     |      |      | 17  |      |     |     |     | 0    |
| 27                       | Andrea Iannone        | 29 | Ducati  |     |     |     |     |     |      |     |     |      |     |     |     |     |      |      |     |      |     | 17  |     | 0    |
| 28                       | Lorenzo Savadori      | 32 | Aprilia |     |     |     | Ki  |     |      | 21  | Vi  |      |     | 20  |     |     |      |      |     |      |     |     |     | 0    |
| 28                       | Lorenzo Savadori      | 32 | Aprilia |     |     |     |     |     |      |     |     |      |     |     |     |     |      |      | Ki  | Ki   | Ki  | 18  |     | 0    |
| 29                       | Michele Pirro         | 51 | Ducati  |     |     |     |     |     |      |     |     |      |     |     |     |     |      |      |     |      |     |     | 20  | 0    |
| Helyezés                 | Versenyző             | #  | Motor   | QAT | POR | AME | ESP | FRA | CAT  | ITA | NED | GER  | GBR | AUT | ARA | RSM | EMI  | IDN  | JPN | AUS  | THA | MAL | SLD | Pont |

### Gyártók
| Helyezés                 | Gyártó  | QAT | POR | AME | ESP | FRA | CAT | ITA | NED | GER | GBR | AUT | ARA | RSM | EMI | IDN | JPN | AUS | THA | MAL | SLD | Pont |
| ------------------------ | ------- | --- | --- | --- | --- | --- | --- | --- | --- | --- | --- | --- | --- | --- | --- | --- | --- | --- | --- | --- | --- | ---- |
| 1. helyezett, aranyérmes | Ducati  | 1   | 12  | 32  | 1   | 1   | 12  | 1   | 1   | 1   | 1   | 1   | 1   | 1   | 1   | 1   | 1   | 1 1 | 1   | 1   | 1   | 722  |
| 2. helyezett, ezüstérmes | KTM     | 2   | 35  | 24  | 62  | 86  | 83  | 53  | 6   | 78  | 94  | 5   | 3   | 46  | 165 | 26  | 68  | 7 9 | 39  | 57  | 69  | 327  |
| 3. helyezett, bronzérmes | Aprilia | 83  | 81  | 1   | 98  | 53  | 41  | 75  | 53  | 62  | 63  | 73  | 105 | 11  | 6   | 67  | 9   | 8 6 | 7   | 7   | 54  | 302  |
| 4                        | Yamaha  | 11  | 79  | 12  | 135 | 15  | 9   | 15  | 127 | 11  | 11  | 16  | 98  | 79  | 7   | 7   | 12  | 9   | 16  | 65  | 11  | 124  |
| 5                        | Honda   | 12  | 12  | 16  | 129 | 12  | 14  | 19  | 13  | 14  | 14  | 14  | 11  | 12  | 11  | 98  | 11  | 12  | 8   | 11  | 14  | 75   |
| Helyezés                 | Gyártó  | QAT | POR | AME | ESP | FRA | CAT | ITA | NED | GER | GBR | AUT | ARA | RSM | EMI | IDN | JPN | AUS | THA | MAL | SLD | Pont |

### Csapatok
| Helyezés                 | Csapat                            | #  | QAT | POR | AME | ESP | FRA  | CAT  | ITA | NED | GER  | GBR | AUT | ARA | RSM | EMI  | IDN  | JPN | AUS  | THA  | MAL | SLD | Pont |
| ------------------------ | --------------------------------- | -- | --- | --- | --- | --- | ---- | ---- | --- | --- | ---- | --- | --- | --- | --- | ---- | ---- | --- | ---- | ---- | --- | --- | ---- |
| 1. helyezett, aranyérmes | Ducati Lenovo Team                | 1  | 14  | Ki4 | 58  | 1   | 3    | 1    | 1   | 1   | 13   | 3   | 1   | Ki9 | 2   | Ki 1 | 31   | 1   | 34   | 1 3  | 1   | 1   | 884  |
| 1. helyezett, aranyérmes | Ducati Lenovo Team                | 23 | 56  | 26  | 36  | 5   | 4    | 185  | 2   | 34  | 4    | 1   | 34  | 57  | 34  | 13   | Ki 2 | 42  | 53   | 141  | 3   | 72  | 884  |
| 2. helyezett, ezüstérmes | Prima Pramac Racing               | 21 | 18  | 18  | Ki  | Ki4 | 7    | Ki   | 64  | 9   | 5    | 10  | 86  | 6   | Ki3 | 59   | 45   | 5   | 65   | Ki6  | 146 | 86  | 681  |
| 2. helyezett, ezüstérmes | Prima Pramac Racing               | 89 | 3 1 | 13  | 43  | Ki1 | 1    | 24   | 3   | 2   | Ki 1 | 2   | 2   | 2   | 151 | 2    | 1    | 2 4 | 2 1  | 2    | 21  | 3   | 681  |
| 3. helyezett, bronzérmes | Gresini Racing MotoGP             | 73 | 67  | Ki  | 15  | 4   | 10   | 7    | 98  | 78  | 39   | 76  | 10  | Ki4 | 6   | 9    | Ki   | Ki7 | 15   | 105  | 4   | 45  | 565  |
| 3. helyezett, bronzérmes | Gresini Racing MotoGP             | 93 | 45  | 162 | Ki2 | 26  | 2    | 32   | 42  | 10  | 26   | 4   | 4   | 1   | 1 5 | 34   | Ki3  | 3   | 1 2  | 114  | 122 | 2 7 | 565  |
| 4                        | Aprilia Racing                    | 12 | 109 | Ki1 | 1   | 9   | 53   | 128  | 85  | 53  | 127  | 138 | 7   | Ki  | 16  | 6    | 67   | Ki9 | 8    | 7    | 7   | 15  | 353  |
| 4                        | Aprilia Racing                    | 41 | 83  | 8   | 75  | Ki  | 95   | 4 1  | 119 | Ni  | Vi   | 6 3 | 93  | 10  | Ki  | 8    | Ki   | 9   | 168  | 9    | 13  | 54  | 353  |
| 5                        | Pertamina Enduro VR46 Racing Team | 29 |     |     |     |     |      |      |     |     |      |     |     |     |     |      |      |     |      |      | 17  |     | 318  |
| 5                        | Pertamina Enduro VR46 Racing Team | 49 | 7   | 10  | 6   | 7   | 67   | 56   | 7   | 45  | Ki   | 59  | Ni  | 8   | 9   | 14   | Ki9  | 86  | 47   | 48 F |     |     | 318  |
| 5                        | Pertamina Enduro VR46 Racing Team | 51 |     |     |     |     |      |      |     |     |      |     |     |     |     |      |      |     |      |      |     | 20  | 318  |
| 5                        | Pertamina Enduro VR46 Racing Team | 72 | 14  | 6   | 8   | 3   | Ki   | 119  | 13  | Ki  | 8    | 8   | 68  | 7   | 5   | 48   | 45   | 7   | 19   | Ki7  | 9   | 98  | 318  |
| 6                        | Red Bull KTM Factory Racing       | 33 | 2   | 4   | 9   | 6   | 8    | 8    | 106 | 6   | 98   | Ki4 | 57  | 46  | 47  | 196  | 8    | 6   | 7    | 69   | Ni7 | 69  | 304  |
| 6                        | Red Bull KTM Factory Racing       | 43 | 21  | 5   | 137 | Ki  | Ki8  | Ki7  | 16  | 11  | 13   | 127 | 195 | 15  | 8   | 16   | Ki   | 108 | 11   | 5    | Ni8 | 13  | 304  |
| 7                        | Red Bull GasGas Tech3             | 31 | 9 8 | 37  | 24  | 102 | Ret6 | 13 3 | 53  | Ki  | 7    | 95  | 13  | 3   | 176 | Ki5  | 26   | Ki  | Ni   | 3    | 59  | 10  | 242  |
| 7                        | Red Bull GasGas Tech3             | 37 | 17  | 11  | 14  | Ki7 | 13   | Ki   | Ki  | 14  | 16   | 16  | 15  | 12  | Ki  | 18   | Ki   | Ki  | 17 9 | Ki   | 10  | 19  | 242  |
| 8                        | Monster Energy Yamaha MotoGP Team | 20 | 11  | 79  | 12  | 155 | Ret  | 9    | 18  | 127 | 11   | 11  | 18  | Ki8 | 79  | 7    | 7    | 12  | 9    | 16   | 65  | 11  | 144  |
| 8                        | Monster Energy Yamaha MotoGP Team | 42 | 16  | 13  | Ki  | 13  | 15   | 20   | 15  | Ki  |      | Ni  | 16  | 9   | 19  | Ni   | 11   | 16  | 13   | Ki   | 8   | 21  | 144  |
| 8                        | Monster Energy Yamaha MotoGP Team | 87 |     |     |     |     |      |      |     |     | 19   | 18  |     |     |     |      |      |     |      |      |     |     | 144  |
| 9                        | Trackhouse Racing                 | 25 | Ki  | Ki  | 109 | 11  | 119  | 6    | 12  | 8   | 10   | Ki  | Ki  | 16  | 18  | 13   | 10   | 15  | 10 6 | Ki   | 16  | 18  | 141  |
| 9                        | Trackhouse Racing                 | 32 |     |     |     |     |      |      |     |     |      |     |     |     |     |      |      | Ki  | Ki   | Ki   | 18  |     | 141  |
| 9                        | Trackhouse Racing                 | 88 | 15  | 9   | 11  | 8   | Ki   | 10   | 14  | 15  | 62   | Ki  | 12  | Ki5 | 11  | 10   | Ni   |     |      |      | 12  |     | 141  |
| 10                       | LCR Honda                         | 5  | 12  | 15  | Ki  | Ki  | 12   | 16   | 19  | 13  | 17   | 14  | 21  | 13  | 12  | 15   | 98   | 11  | 12   | 8    | 11  | 14  | 86   |
| 10                       | LCR Honda                         | 30 | 19  | 14  | Ki  | 14  | 14   | 14   | Ki  | 16  | 14   | 15  | 14  | 11  | 13  | 17   | 12   | 13  | 18   | 13   | Ki  | 17  | 86   |
| 11                       | Repsol Honda Team                 | 10 | 20  | 17  | 16  | 17  | 16   | 17   | 20  | 17  | 15   | 17  | Ki  | 17  | Ni  | 12   | Ki   | 14  | 14   | 12   | 15  | 16  | 35   |
| 11                       | Repsol Honda Team                 | 36 | 13  | 12  | Ki  | 129 | Ki   | 15   | Ki  | Ki  | 18   | Ki  | 17  | 14  | Vi  | 11   | Ki   | Ki  | Ki   | 15   | Ki  | Ki  | 35   |
| Helyezés                 | Csapat                            | #  | QAT | POR | AME | ESP | FRA  | CAT  | ITA | NED | GER  | GBR | AUT | ARA | RSM | EMI  | IDN  | JPN | AUS  | THA  | MAL | SLD | Pont |